# Блеф-клуб
«Блеф-клуб» — телевизионная передача-долгожитель игрового характера, в течение 14 лет (1993—2007) выходившая на российском телевидении. Изначально передача выходила на санкт-петербургском Пятом канале, затем стала транслироваться на телеканале «Культура». Бессменным ведущим передачи являлся известный петербургский шоумен, директор Дома учёных в Лесном — Сергей Прохоров.
«Блеф-клуб» — это оригинальный формат телепередачи, полностью придуманный в России.
C 2020 года выходит на платформе YouTube.

## Правила
В игре принимают участие известные люди (актёры, музыканты, композиторы, литераторы), которые очень любят блефовать. Неизменным атрибутом дресс-кода и ведущего, и всех участников игры являлись красные шарфики, повешенные на шее.
Участники передачи по очереди рассказывают истории из жизни: слушатели должны угадать, правдива или нет история собеседника. Если слушатель угадал, то он получает очко; в противном случае очко достаётся рассказчику. Два лучших участника, которые набрали наибольшее количество очков, выходят в финал. В финале ведущий программы Сергей Прохоров зачитывает по очереди некие занимательные факты, а финалисты по очереди должны отвечать, правда это или нет (утверждение обычно начинается со слов «Верите ли вы, что…»). Победит тот, кто даст больше всего верных ответов.

## История игры
Передача возникла на основе телевизионной программы «Верю — не верю», созданной участниками петербургского КВН, но закрытой после восьми выпусков. На протяжении чуть более одиннадцати лет, со 2 января 1993 года по 1 апреля 2004 года телеигра выходила в эфир на петербургском Пятом канале. 1 ноября 1997 года, после того, как на месте «Пятого канала» начал вещание новый телеканал «Культура», программа стала выходить в эфир и на этом телеканале.
Первое время на «Культуре» показывался петербургский вариант игры, так как ГТРК «Петербург — Пятый канал» на новом телеканале «Культура» был отдан блок петербургского вещания, так и не оправдавший себя. Примерно с 20 ноября 1999 года программа стала выходить в эфир в двух вариантах (с 1999-го по 2004 годы оба варианта существовали параллельно): «московском» — на телеканале «Культура» для зрителей всей России, и «петербургском» — на «Пятом канале», чья зона вещания была ограничена Санкт-Петербургом и Ленинградской областью с 1997-го по 2006 годы. Бо́льшая часть страны видела московский вариант программы, выходивший или по субботам поздно вечером, или в воскресенье (как в 2001—2002), или в пятницу (как в 2002—2003) также поздно вечером.
Оба варианта передачи отличались друг от друга — в родном Санкт-Петербурге она была, по утверждению Прохорова, «более весёлой и разудалой», а в Москве «Блеф-клуб» стал более культурным и интеллигентным: так, на новом канале появились запретные темы для игры, на которые авторы и участники старались не шутить. Над московской и петербургской версиями игры работали две разные творческие бригады, а ведущий Сергей Прохоров для съёмок в версии программы на «Культуре» два раза в месяц выезжал в Москву. По состоянию на осень 2001 года московская версия «Блеф-клуба» снималась в вестибюле театра «Модернъ».
Не всегда съёмки игры проходили в помещении. Иногда выпуски снимались на природе — так, в 1997 году вышел выпуск на рыбалке, в котором играли Илья Олейников, Юрий Стоянов и Виктор Сухоруков. Осенью 1997 года был снят выпуск в Одессе, где приняли участие актёры юмористических программ «Каламбур» и «Джентльмен-шоу». Частыми гостями становились знатоки элитарного клуба «Что? Где? Когда?».
В 2004 году, в связи с ребрендингом «Пятого канала», оригинальный («петербургский») вариант передачи прекратил своё существование, и программа стала выходить в эфир только на телеканале «Культура» по субботам вечером.
Программа также выставлялась на премию ТЭФИ в 2004 году — в номинации «Лучшая развлекательная программа», входила в число популярных на канале «Культура».

### Закрытие и переход в интернет
Поскольку монтаж программы для канала «Культура» проходил без участия Сергея Прохорова (за очень редкими исключениями), вырезались различные шутки и истории от участников, чем Прохоров не был доволен. Вскоре руководство телеканала поставило перед создателями программы условие — не приглашать представителей шоу-бизнеса (так, в передачу не попали Александр Малинин, Юрий Лоза и группа «Доктор Ватсон») или сотрудников других каналов (например, Леонид Якубович или Регина Дубовицкая). Это в итоге и привело к окончательному закрытию программы. Последний выпуск «Блеф-клуба» в телевизионном эфире показан 14 июля 2007 года.
По словам Сергея Прохорова, истории участников, не попавшие в программу, попадали в сборник «Блеф-клуб: неизданное». Передача, где была показана игра Аркадия Вайнера, Марка Тайманова и Исаака Шварца, не пошла в эфир телеканала «Культура» из-за распития в эфире пива, ибо на «Культуре», по утверждению ведущего, «культурные люди пить пиво не имеют права».
В 2017 году был открыт официальный канал на YouTube, куда на протяжении трёх лет выкладывался архив всех игр с 1993 по 2007 год.
В 2020 году, после 13-летнего перерыва, игра «Блеф-клуб» возрождена на платформе YouTube. 18 сентября 2020 года на официальном канале игры был выложен трейлер новых выпусков. Выход только в Интернете связан с тем, что там не требуются ограничения и требования, которые предъявляются телевидением. 25 сентября того же года вышел первый и единственный выпуск возрождённой программы. Новую версию выпускал «Spasskiy Entertainment».

## Пародии
- Дважды в передаче «Вечерний Ургант», автор и ведущий которой уже участвовал в «Блеф-клубе» в 2000 году, были проведены рубрики под таким же названием. В 2015 году («Журналистский блеф-клуб») актёр и режиссёр Дмитрий Астрахан угадывал по заголовкам, правдоподобны или нет курьёзные новости[27]. Во второй раз, в 2019 году, актёры Ян Цапник и Алексей Гуськов сами рассказывали истории писателю Фредерику Бегбедеру[28].